# Carta del Adriático

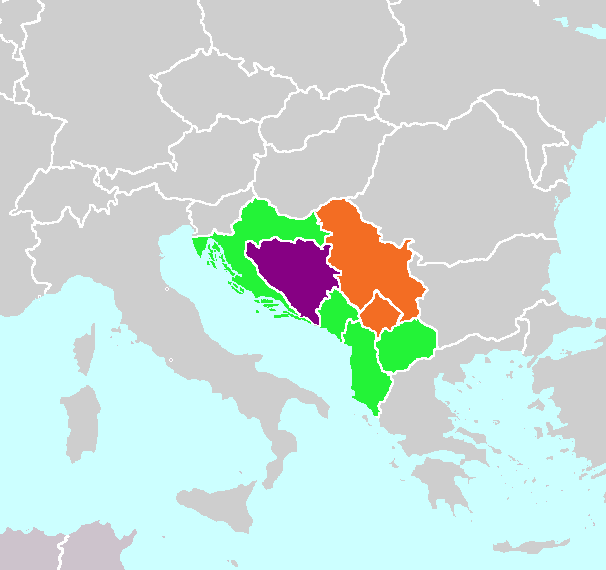
Miembros de la Carta del Adriático.

La Carta del Adriático (en inglés: Adriatic Charter) es una asociación formada por Albania, Croacia, Macedonia del Norte y Estados Unidos con el propósito de ayudar en los intentos de entrar en la OTAN. La Carta fue firmada el 2 de mayo de 2003 en Tirana bajo la égida de EE. UU. El rol de Estados Unidos ha causado confusión: en discusiones con otros Estados miembros la Carta es a menudo llamada Carta de EE. UU.-Adriático (US-Adriatic Charter). En septiembre de 2008 Montenegro y Bosnia y Herzegovina fueron invitados a unirse a la Carta y se unieron el 4 de diciembre de 2008. Serbia aceptó el estatus de observador en el mismo momento. El 1 de abril de 2009, Albania y Croacia se convirtieron en los primeros miembros del grupo en unirse a la OTAN.

## Miembros
Incorporados en 2003
- Albania (miembro de la OTAN desde 2009)
- Croacia (miembro de la OTAN desde 2009)
- Macedonia del Norte  (miembro de la OTAN desde 2020)
- Estados Unidos (miembro fundador de la OTAN)

Incorporados en 2008
- Bosnia y Herzegovina
- Montenegro  (miembro de la OTAN desde 2017)

## Observadores
Desde 2008
- Serbia[2]

Desde 2012
- Kosovo (en 2012 pidió el acceso como miembro de la Carta)[3][4]